# タイガーバーム

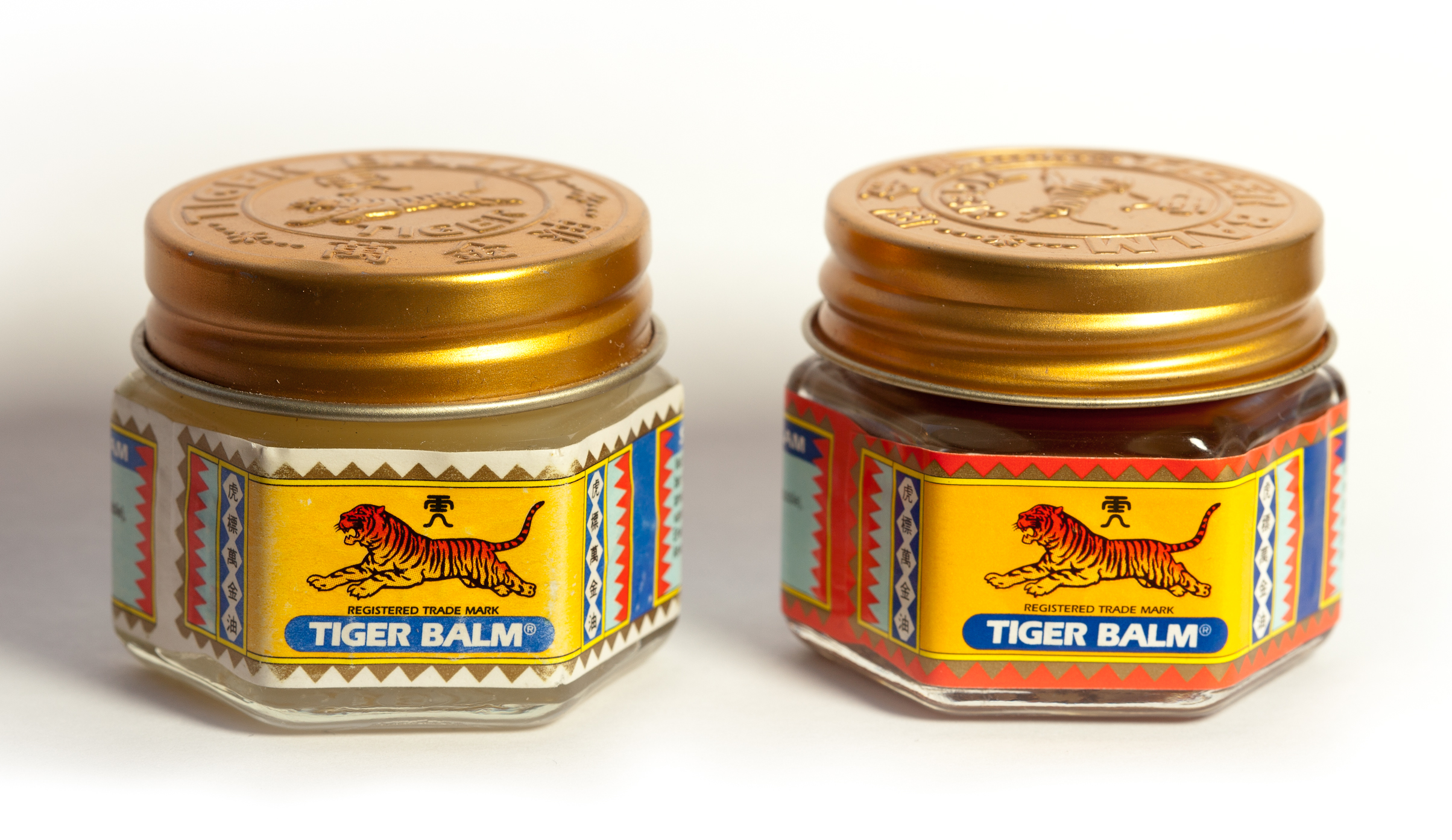
ハウ・パー・タイガーバーム（左がホワイト、右がレッドのバージョン）

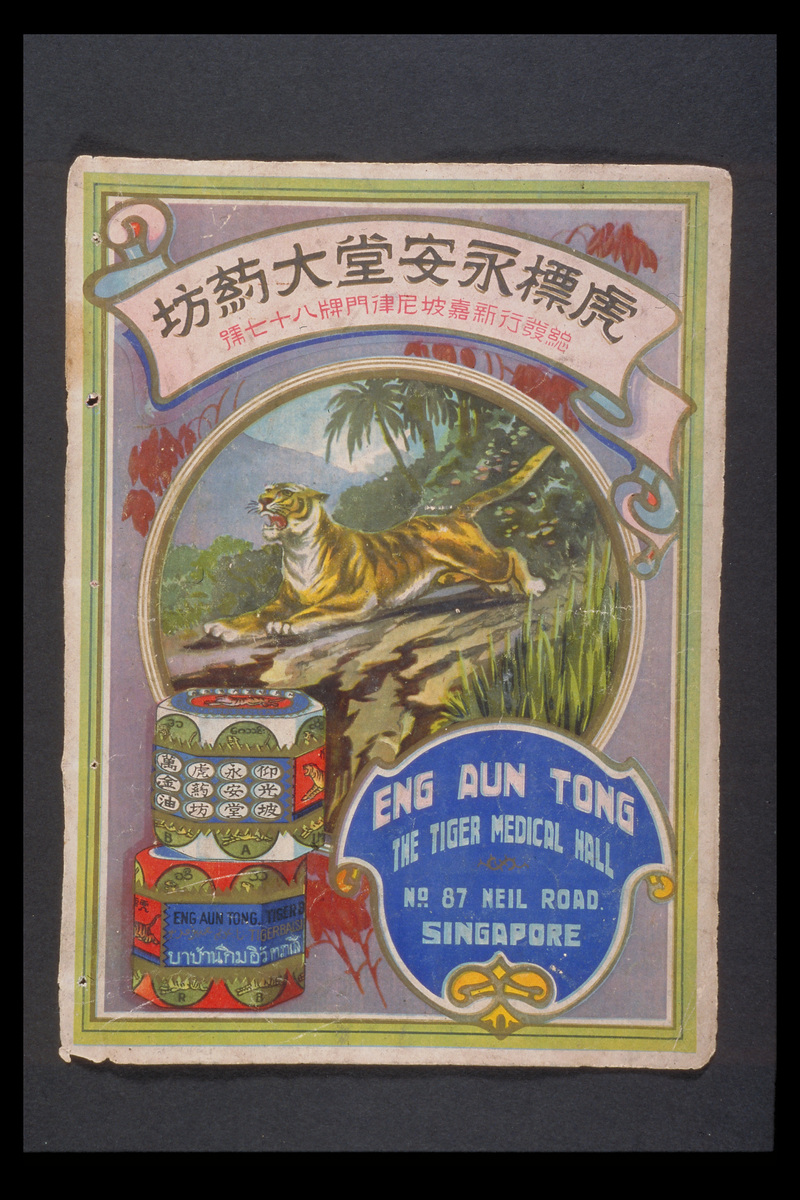
1930年代の広告

タイガーバーム（Tiger Balm、中国語: 虎標萬金油、拼音: Hǔbiao Wànjīnyóu、白話字: Hó͘-phiau Bān-kim-iû）はシンガポールでハウ・パー・コーポレーションによって製造・販売されている軟膏の商標である。
日本では外用鎮痛消炎薬に分類され、リスク区分は第三類医薬品に区分されている。シミックCMO株式会社（医薬品や医薬部外品の製造受託を行うシミックホールディングス株式会社の子会社）が製造販売元（輸入元）となり、イワキ株式会社が販売総代理店として商品供給を行う。

## 歴史
タイガーバームは、1870年代に清の薬草商人・胡子欽によって、ビルマ(現 ミャンマー)のラングーンで発明され、彼の死の床（1908年）で、息子の胡文虎と胡文豹に完全な製薬法が伝えられたと言われている。
タイガーバームは、胡文虎の名前が「上品な虎」を意味することにあやかって名付けられた、外用消炎鎮痛剤の薬剤である。いくつかのバリエーションがあり、ホワイトタイガーバームは冷却剤として、主に頭痛薬として推奨され、レッドタイガーバームは温熱剤として使用される。他のバージョンでは、タイガーバームウルトラという物もある。
タイガーバームのパッケージに書かれている記載事項
タイガーバームは、中国の帝政時代（清朝）にまで遡る秘密の製薬法によって、作られています。胡文虎と胡文豹の胡兄弟が、清を飛び出た薬草商人の父から受け継いだ製薬法でもあります。この薬は、文虎（中国語で「虎」を意味する名前）にあやかってタイガーバームと呼ばれ、多くの東アジアや東南アジアの国々で優れた販売戦略を展開したことにより、タイガーバームの名を広く一般に知られた物とする事に役立ちました。
1930年代に、胡一家はシンガポールと香港、中国（福建省）にタイガーバームの販売促進のため、タイガーバームガーデンと呼ばれる庭園を開いた。香港のタイガーバームガーデンは閉鎖されたが、シンガポール（ハウパーヴィラと改称されたが）、中国のタイガーバームガーデンは2013年現在も営業を続けている。
日本においては、医薬品メーカーの株式会社龍角散が輸入・販売代理店となり、日本人の皮膚感覚に合わせてアレンジが加えられ販売されていた。キャッチフレーズは「痛くなったら虎を呼べ」。2015年8月をもって製造販売承認がシミックCMO株式会社へ承継されたが、これに伴って日本での販売が一時休売となっていた。その後、ハウ・パー・コーポレーションが販売再開の準備にかかり、販売総代理店をイワキ株式会社が担うことで体制が整い、2019年夏より約4年ぶりに日本での販売を再開することとなった。

## 薬の組成
| 成分       | レッド | ホワイト |
| ---------- | ------ | -------- |
| メントール | 10%    | 8%       |
| カンファー | 11%    | 11%      |
| ミント 油  | 6%     | 16%      |
| カヤプテ油 | 7%     | 13%      |
| クローブ油 | 5%     | 1.5%     |
| シナモン油 | 5%     |          |

添加物として、ワセリンとパラフィンをベースとした物がある。パッケージのラベルには、主成分にメントールとカンファーが記載されている。
オリジナルのレッドとホワイトタイガーバームには、カンファーが25%含まれている。「ホワイトタイガーバームHR」という新製品には、カヤプテ油の代わりにユーカリ油が使われている。

## 使用法
タイガーバームは軽い病気・けがを和らげると、愛用者はコメントしている。
その他 筋肉痛や捻挫、鼻詰まり、蚊に刺され、虫のかぶれに対しても効能がある。

## 大衆文化への利用
イギリスの小説家・ジョン・ガードナーが1980年代に著した、ジェームズ・ボンドが登場する小説『独立戦争ゲーム』（Role of Honour）では、ボンドと対決する悪党の子分の1人にタイガーバームと名乗る人物が登場する。
ジェラール・ドパルデューは、1977年の映画『1900年』（ベルナルド・ベルトルッチ監督）にて、ロバート・デ・ニーロに射撃シーンの間における勃起の問題を解決するために、タイガーバームと水を使った使用法を教えたと自著で記している。
イギリスのテレビドラマ『ホワイトチャペル(en)』シリーズでは、ルパート・ペンリー＝ジョーンズ演ずる "DI Joseph Chandler" が、頭痛を和らげるために、ホワイトタイガーバームを使用するシーンがある。 
タイガーバームは、スティーグ・ラーソンの推理小説『ドラゴン・タトゥーの女』でも少し言及されている。